# 3 (motorväg, Libanon)
3 är en motorväg i Libanon som går mellan Beirut och En Nabatiye som ligger i Libanons södra inland. Motorvägen passerar Saida. Denna motorväg går längs med Libanons kust söder om Beirut till Saida och fortsätter en bit söderut längs med kusten. Strax söder om Saida går sedan motorvägen in mot inlandet tills den når En Nabatiye. Vid kusten kommer motorvägen kommer att förlängas mot gränsen till Israel.